# Pic dels Bacivers de Prats
El Pic dels Bacivers dels Prats és una muntanya de 2.745,3 m alt situada en el terme comunal de Fontpedrosa, de la comarca del Conflent, a la Catalunya del Nord.
Està situat a prop de l'extrem sud-est del terme comunal, prop del termenal tant amb Mentet, de la comarca del Conflent, com amb Setcases, de la del Ripollès. És al nord de l'Estany dels Bacivers i al sud-oest de la Coma dels Bacivers, al nord del Pic del Gegant i a llevant del Pic de Dalt de Coma Mitjana.